# Avenida Virgen del Carmen
La Avenida Virgen del Carmen es una de las más importantes vías de tráfico de la ciudad española de Algeciras, y principal acceso al centro de la ciudad y su puerto desde el norte. Es una avenida de doble calzada y dos carriles por sentido en toda su longitud.

## Recorrido
Su trayecto, de dos kilómetros de longitud, comienza en la Rotonda del Milenio, una glorieta en la cual se cruza con la travesía de la Carretera Cádiz-Málaga, en la conjunción de las urbanizaciones de Las Colinas, Doña Casilda, La Ladera y el Recinto Ferial. A lo largo de su recorrido, nos encontramos con edificios de gran relevancia como la delegación de la Agencia Tributaria, los consulados de Italia y los Países Bajos y la Parroquia del Corpus Christi antes de llegar al Centro Comercial Bahía de Algeciras, sede de El Corte Inglés e Hipercor en el Campo de Gibraltar.
Pasado este centro comercial, junto a la glorieta en la que cruza con la Carretera al Rinconcillo, está situada la Escuela de Artes y Oficios de Algeciras. La avenida toma rumbo hacia el sur, pasando junto al aparcamiento del Puerto de Algeciras conocido como el Llano Amarillo. En sus últimos metros, la avenida cruza con las calles de acceso al centro de la ciudad; aquí está situado el edificio judicial de la Audiencia Provincial. Finaliza su recorrido en la Plaza de San Hiscio, donde se sitúan el acceso central al Puerto y la terminal de autobuses urbanos de Algeciras. A partir de este punto, se puede continuar hacia el sur por la Avenida de la Marina y el Paseo de la Conferencia.

## Eventos
La Avenida Virgen del Carmen es el escenario, cada mes de junio, del recorrido de la Cabalgata de la Feria Real de Algeciras.
En esta avenida también tiene lugar el arrastre de latas, una actividad tradicional algecireña en la que los niños hacen ruido arrastrando sus latas por el asfalto en la víspera de la festividad de los Reyes Magos.

## Parada de autobús
Al ser una de las principales arterias de la ciudad y servir de acceso al centro de la ciudad y el puerto, múltiples líneas de autobuses, tanto urbanos como metropolitanos, recorren la Avenida Virgen del Carmen.
| M-110             | Los Barrios-Algeciras Directo                 | Hetepa |
| M-112             | Los Barrios-Algeciras Por Puente Romano       | Hetepa |
| Autobuses urbanos |                                               |        |
| 1                 | Circular (Puerto-Bajadilla-La Juliana-Puerto) | CTM    |
| 2                 | San Bernabé-Puerto                            | CTM    |
| 3                 | Rinconcillo-San García por Puerto             | CTM    |
| 4                 | La Granja-Hospital por Estación de autobuses  | CTM    |
| 5                 | Penitenciaria-Puerto                          | CTM    |
| 6                 | Rotonda Brígida-San José Artesano-Puerto      | CTM    |
| 12                | Plaza Alta-Cortijo Vides                      | CTM    |